# Hotel Nacional de Cuba
Pour les articles homonymes, voir Hôtel (homonymie), Nacional et Cuba (homonymie).
L'hotel Nacional de Cuba ou hotel Nacional est un hôtel d'inspiration espagnole historique de style éclectique à La Havane (Cuba), ouvert en 1930. Situé sur le front de mer du quartier El Vedado, il se trouve sur la colline Taganana, offrant une vue impressionnante sur la mer et la ville.
Le bâtiment est un palace ; c'est un emblème mythique du raffinement et du luxe de la culture de Cuba et de l'histoire de Cuba des années 1930,. Il est considéré comme l'établissement le plus luxueux de la capitale et est classé au registre de la Mémoire du monde de l'UNESCO depuis 1982, et classé monument national de Cuba depuis 1988,.

## Historique

### Conception et construction
Le National Hotel a été conçu par le cabinet d'architectes new-yorkais McKim, Mead & White, financé par la National City Bank de New York et construit en quatorze mois par le cabinet d'ingénierie américain Purdy and Henderson. La structure contient un mélange de styles, notamment sévillan, romain, mauresque et Art déco. Le porche d'entrée de style palladien comporte deux chapiteaux de colonnes stylisés et des pierres angulaires en pierre de corail.
La conception du National Hôtel est basée sur deux croix grecques, donnant à la plupart des chambres une vue sur l'océan. Les 6 étages typiques comptent 74 pièces et 5 912,4 m² (63 641 pieds carrés) de surface habitable. Le huitième étage (dernier étage) compte 66 pièces et une superficie de 4 675,3 m² (50 325 pi²). La superficie occupée par le bâtiment mesure environ 159 mx 81 m. La structure du bâtiment est en acier, tandis que les éléments décoratifs, notamment les détails du rez-de-chaussée, les colonnes, les revêtements muraux et une grande partie du trottoir, sont en pierre de corail.

### Localisation
L'hôtel est situé en bord de mer dans le quartier El Vedado, sur la colline Taganana, sur la Plaza La Habana, à Cuba. L'endroit offre plusieurs vues impressionnantes sur la mer et aussi sur la ville, notamment sur le Malecón.
La colline qui l'accueille abritait au milieu du XIXe siècle la célèbre batterie de Santa Clara.

### Mise en service

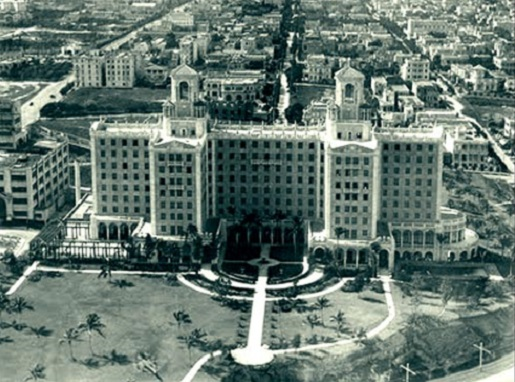
L'Hotel Nacional de Cuba, vers 1933.

L'hôtel a ouvert ses portes sous le nom d'hôtel National de Cuba le 30 décembre 1930, exploité par les directeurs américains de l'hôtel Plaza, de l'hôtel Savoy-Plaza et de l'hôtel Copley Plaza, à une époque où Cuba était une destination importante comme carte de voyage pour les personnes aux États-Unis.
En 1933, après le coup d'État de Fulgencio Batista le 4 septembre contre le gouvernement de transition, l'hôtel Nacional est la résidence de Sumner Welles, un émissaire spécial envoyé par le président américain Franklin D. Roosevelt pour arbitrer la crise. Peu de temps après, du 2 au 3 octobre 1933, elle est le théâtre d'un siège sanglant qui est connu sous le nom de bataille de l'Hôtel Nacional de Cuba. Le conflit opposait les officiers de l'armée cubaine, retranchés dans l'hôtel, qui contribuèrent au renversement de Gerardo Machado, mais qui s'opposaient à Batista, aux sergents et autres soldats de l'armée cubaine, qui soutenaient Batista. L'attaque réussie contre l'hôtel a fait plus de quarante morts parmi les combattants et causé d'importants dégâts au bâtiment, notamment des impacts de grenades et de balles.

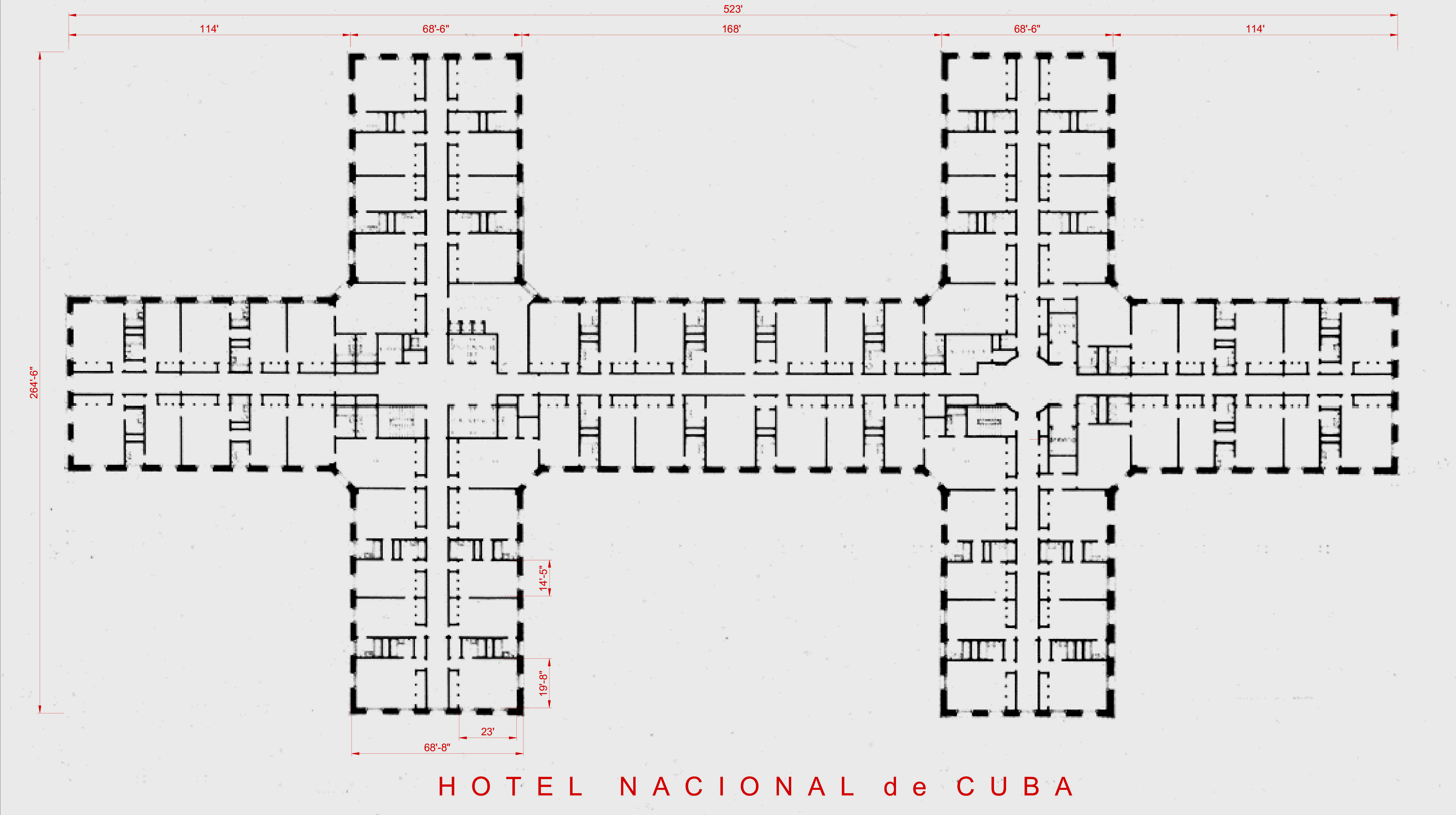
Plan de promenade typique de l'Hotel Nacional.

L'hôtel National a été restauré peu de temps après et rouvert. En 1939, il est rebaptisé Hotel Nacional de Cuba, en espagnol. Le promoteur de Chicago, Arnold Kirkeby, a acquis la propriété en juillet 1943 et l'a exploitée pendant plus d'une décennie dans le cadre de sa chaîne Kirkeby Hotels. Au milieu des années 1930, l'hôtel Nacional de Cuba a fusionné avec le patron de la mafia orientale et propriétaire d'un casino cubain Meyer Lansky et a ouvert un bureau sur Flagler Street à Miami; Lansky a admis plus tard son implication dans l'Hôtel Nacional de Cuba lors de son témoignage devant le comité Kefauver de 1951 enquêtant sur le crime organisé. Les dossiers de renseignement du LAPD ont révélé que le 16 avril 1940, Arnold S. Kirkeby est devenu président de l'Hôtel National et qu'Ernest Ponterelli du syndicat d'Al Capone est devenu vice-président. Son frère Michael serait un membre de haut rang de la clique dirigeante de la mafia, l'Union sicilienne.

### Des visiteurs illustres
Parmi ses premiers visiteurs illustres figurent des personnalités de l'art et de la littérature telles que Johnny Weissmüller, Buster Keaton, José Mojica, Jorge Negrete, Agustín Lara, Tyrone Power, Rómulo Gallegos, Errol Flynn, Marlon Brando et notamment Ernest Hemingway, qui a fait don d'un exemplaire de Castero au bar « Sirena ». En outre, des représentants célèbres de la mafia italo-américaine tels que Santo Trafficante Jr., Meyer Lansky, Lucky Luciano et Frank Costello. Sa tradition d'accueillir des invités de luxe est enrichie par des personnalités politiques et scientifiques, telles que Winston Churchill, le duc et la duchesse de Windsor, le scientifique Alexander Fleming, d'innombrables chefs d'État ibéro-américains et monarques européens.

### Conférence de La Havane
À partir du 20 décembre 1946, l'hôtel a accueilli la Conférence de La Havane, un tristement célèbre sommet mafieux dirigé par Lucky Luciano et Meyer Lansky et auquel ont participé Santo Trafficante Jr., Frank Costello, Albert Anastasia, Vito Genovese et bien d'autres. Francis Ford Coppola a dramatisé la conférence dans son film Le Parrain, 2e partie.

### L'apogée des années 1950

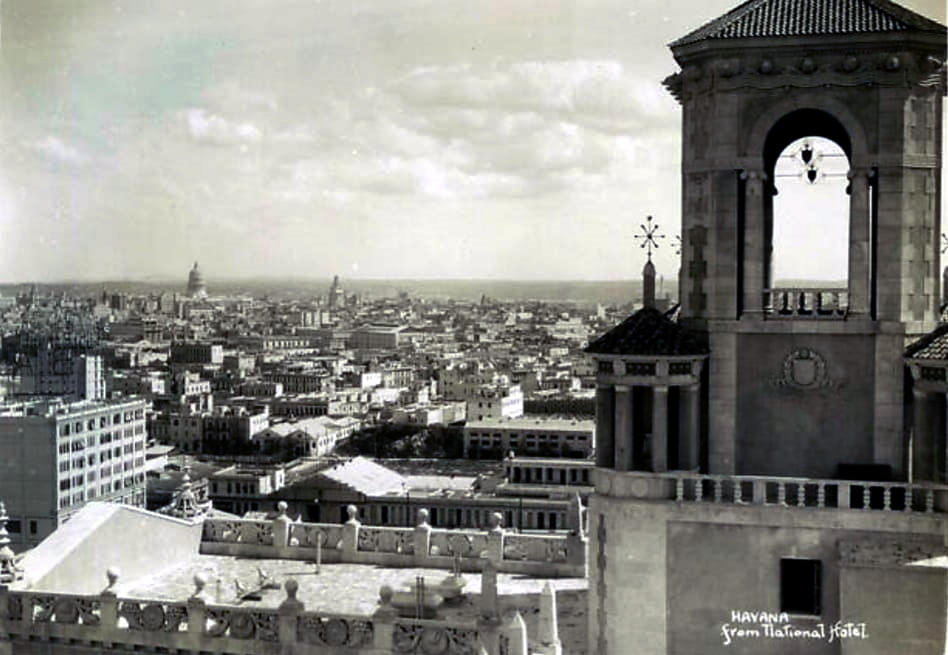
Détail du toit de la tour de l'hôtel Nacional.

En septembre 1955, Kirkeby Hotels Corp. vend l'Hôtel Nacional à une société cubaine nouvellement créée, Corporacion Intercontinental de Hoteles, SA, la division Intercontinental Hotel Corp de Pan Am devenant partiellement propriétaire et également gérante de la propriété. Alphons Landa, un éminent avocat de Washington, représentait Pan Am et organisait en même temps l'acquisition d'actions de l'hôtel par d'autres clients et amis. Dave Beck, président des Teamsters, et Roy Fruehauf de Fruehauf Trailer Corporation, ont été des partenaires silencieux pendant au moins deux ans. Fruehauf vendra sa participation dans l'hôtel en mai 1957 ; d’autres investisseurs perdraient tout lorsque Fidel Castro arriverait au pouvoir.
Lansky prévoyait d'occuper une aile de l'hôtel de 10 étages et de créer des suites de luxe pour les joueurs aux enjeux élevés. Fulgencio Batista a soutenu l'idée de Lansky, bien qu'il y ait eu des objections de la part d'expatriés américains, tels qu'Ernest Hemingway. À la demande de Lansky, une aile du grand hall d'entrée a été rénovée pour inclure un bar, un restaurant, une salle d'exposition et un casino luxueux. Il était exploité par Lansky et son frère Jake, avec Wilbur Clark comme chef.
La nouvelle aile de l'hôtel, composée du casino international Wilbur Clark, du bar Starlight Terrace adjacent et de la discothèque Casino Parisién (abri des célèbres eaux dansantes), a ouvert ses portes en 1956 avec une performance d'Eartha Kitt, qui est devenue la première cliente noire de l'hôtel. Le casino et les clubs connaissent un succès immédiat. Selon un article non publié soumis aux Archives d'information cubaines vers 1956-57, « le bar était tenu par des barmans locaux et le casino était géré par des messieurs de Las Vegas ». Au printemps 1957, le casino, sous-loué par l'hôtel à Lansky pour un loyer substantiel, gagnait autant d'argent que les plus grands casinos de Las Vegas. À la fin de 1958, le casino fut vendu à Michael McLaney et Carroll Rosenbloom.

### Post-révolution cubaine

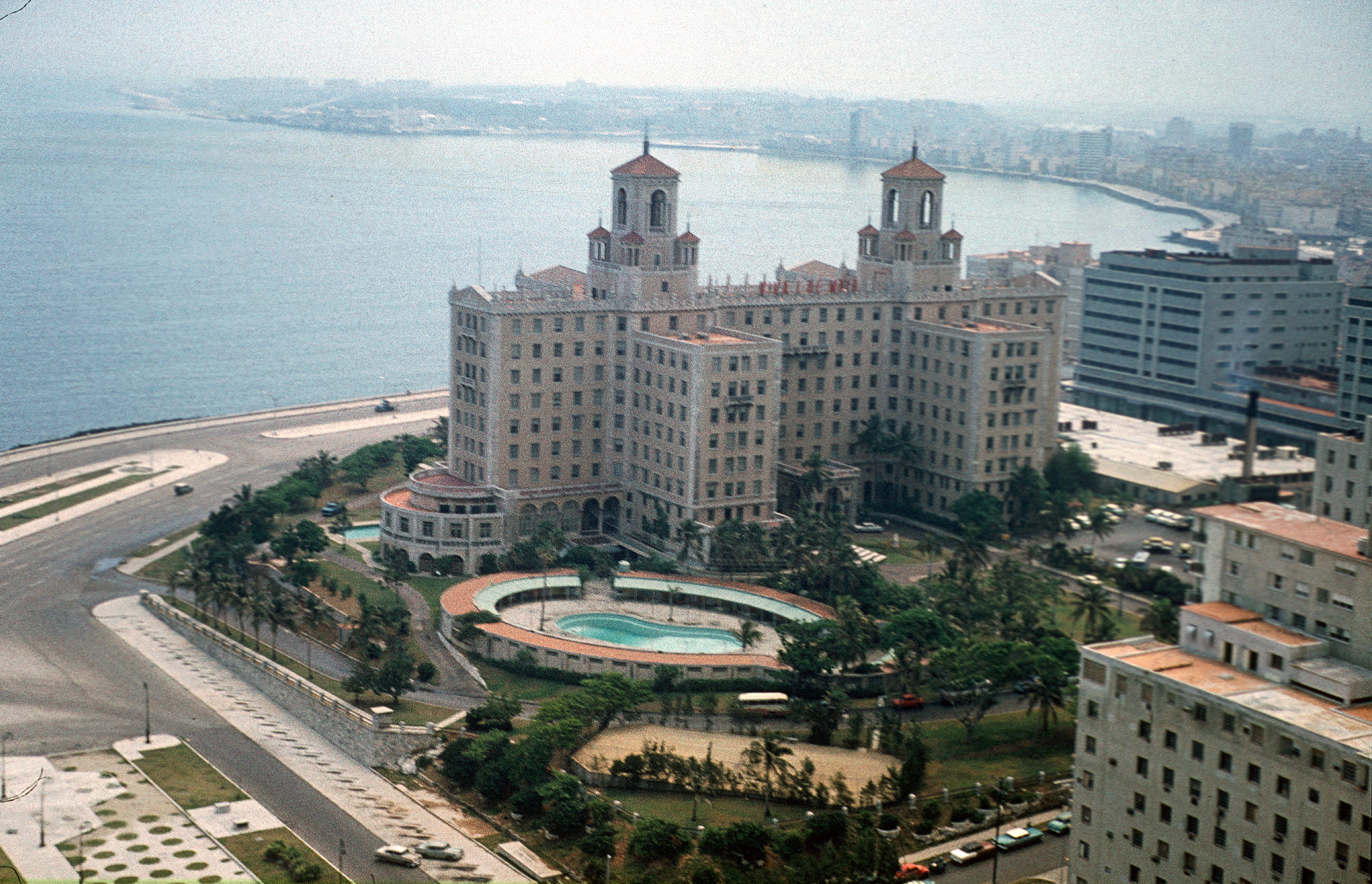
Vue aérienne du Malecón et de la baie de La Havane.

Après la révolution cubaine en janvier 1959, les casinos de La Havane furent brièvement fermés, mais rouvrirent rapidement après que les protestations des employés des casinos les laissèrent au chômage. Le Nacional a subi d'importantes pertes financières au cours des mois suivants et, en conséquence directe, la division Intercontinental Hotels de PanAm a déclaré une perte nette de 154 000 $ en 1959, après avoir déclaré un bénéfice de 200 000 $ en 1958. Fidel Castro a nationalisé l'hôtel en juin 1960, le confisquant aux hôtels Intercontinental, ce qui a entraîné pour la chaîne hôtelière une perte nette de 71 000 $ US en 1960. Fidel Castro ferma finalement le casino en octobre 1960, près de deux ans après le renversement de Fulgencio Batista.
Pendant la crise des missiles de Cuba, des canons anti-aériens ont été installés sur le site de la batterie de Santa Clara et une vaste série de tunnels ont été construits sous la propriété, qui sont désormais ouverts au public pour des visites guidées.
Après des années de négligence en raison de la réduction du tourisme après à la révolution, l'hôtel est principalement utilisé pour accueillir des diplomates en visite et des représentants de gouvernements étrangers. En raison de l'effondrement de l'Union soviétique en 1991 et de la chute du bloc de l'Est, le Parti communiste cubain, avide de réserves de change, a été contraint de rouvrir Cuba aux touristes, source de réserves de devises, il fut contraint de rouvrir Cuba aux touristes, c'est pourquoi l'hotel Nacional fut à nouveau réhabilité pour accueillir les touristes internationaux, comme ce fut le cas pendant les années précédant la révolution. La réouverture a eu lieu le 30 décembre 2020, pour commémorer le 90e anniversaire de l'hotel Nacional,.

## Galerie

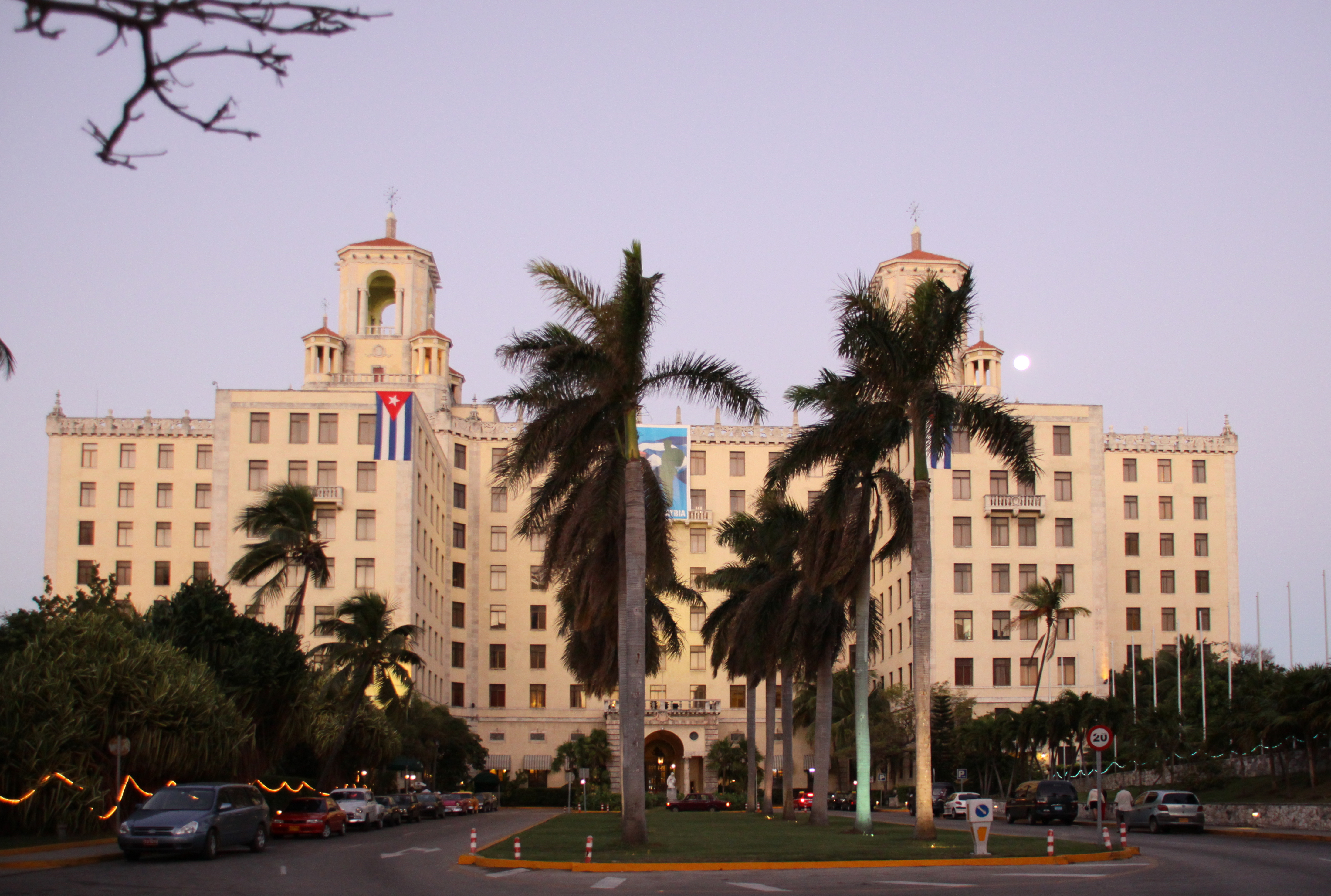
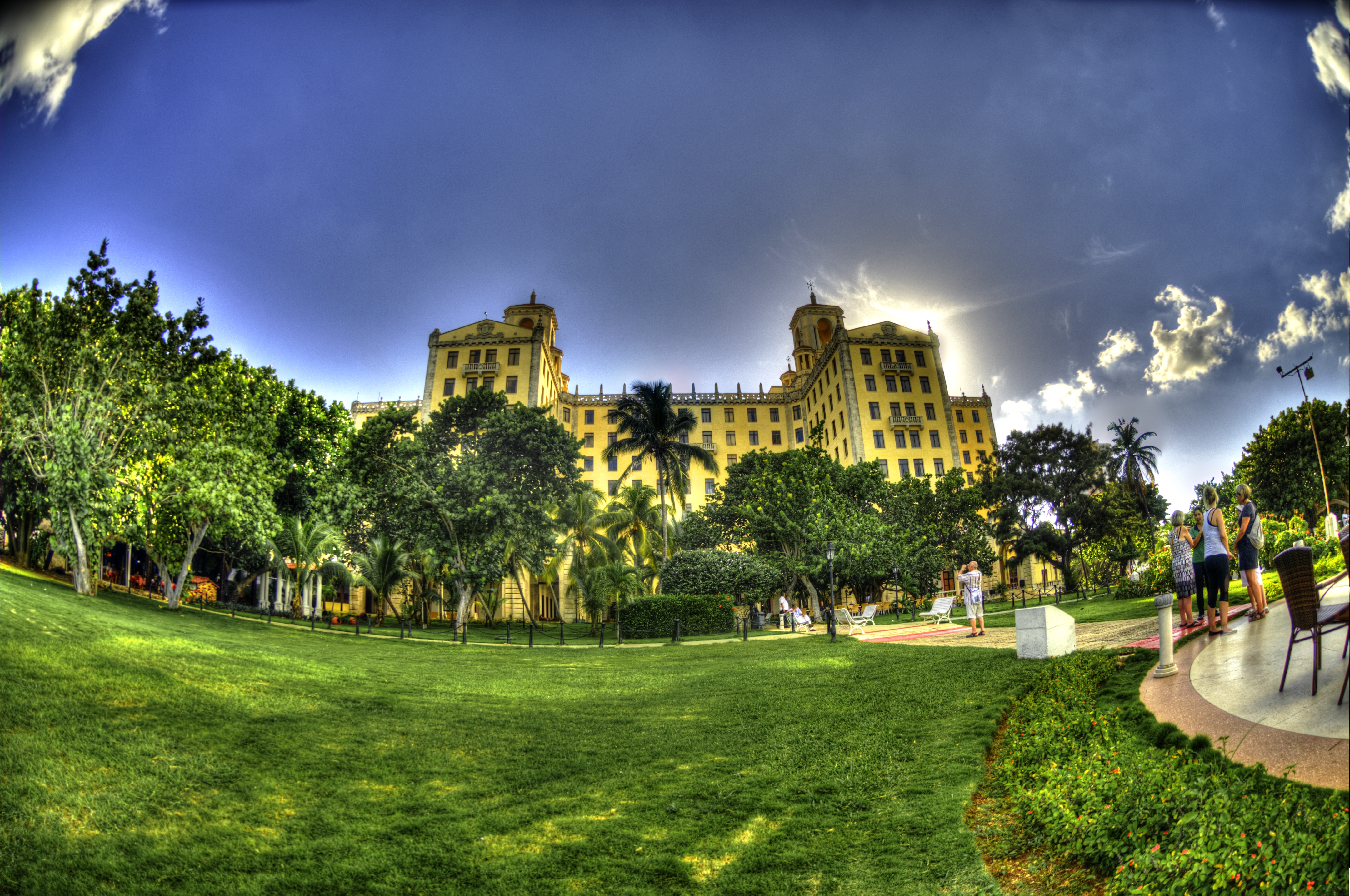
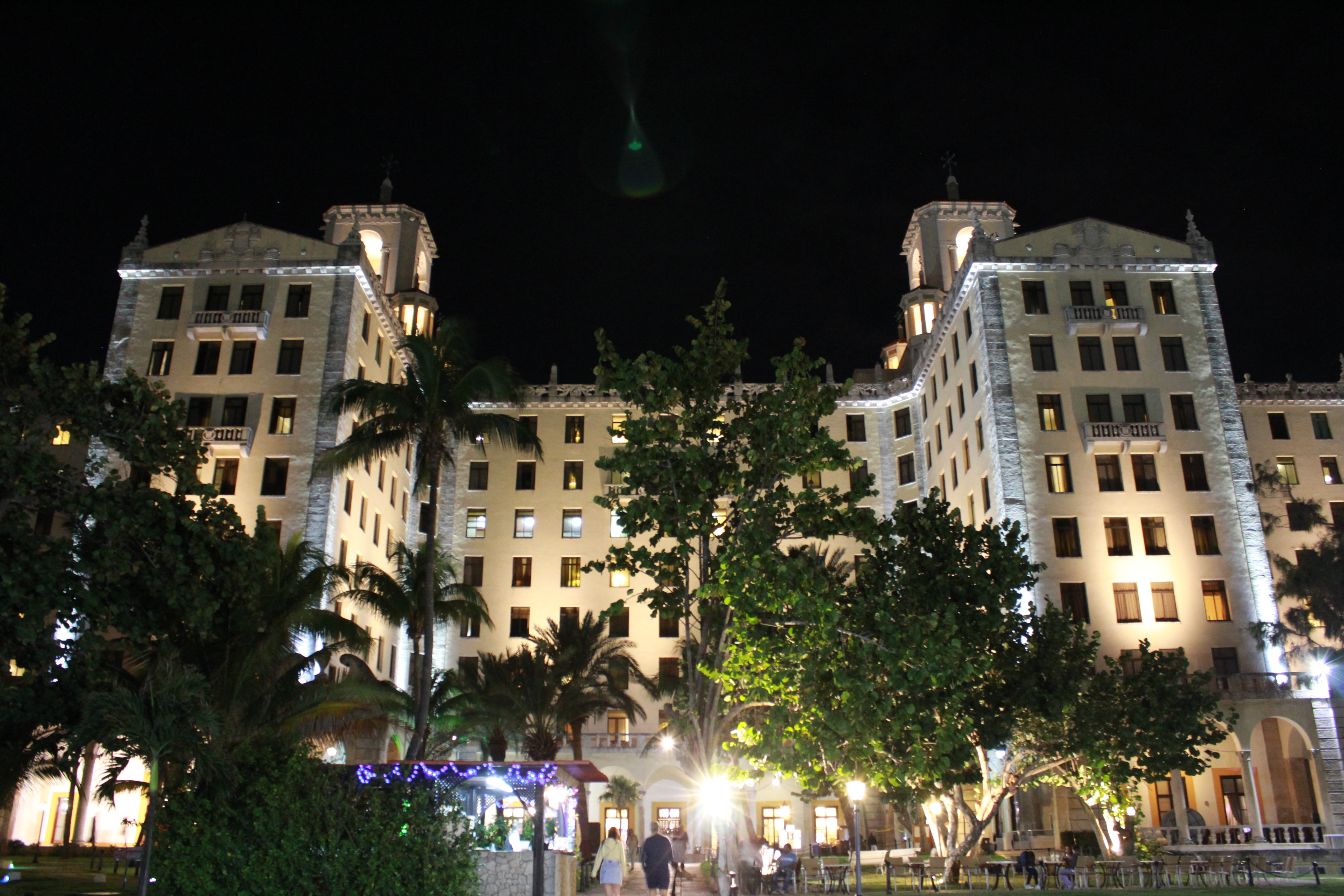
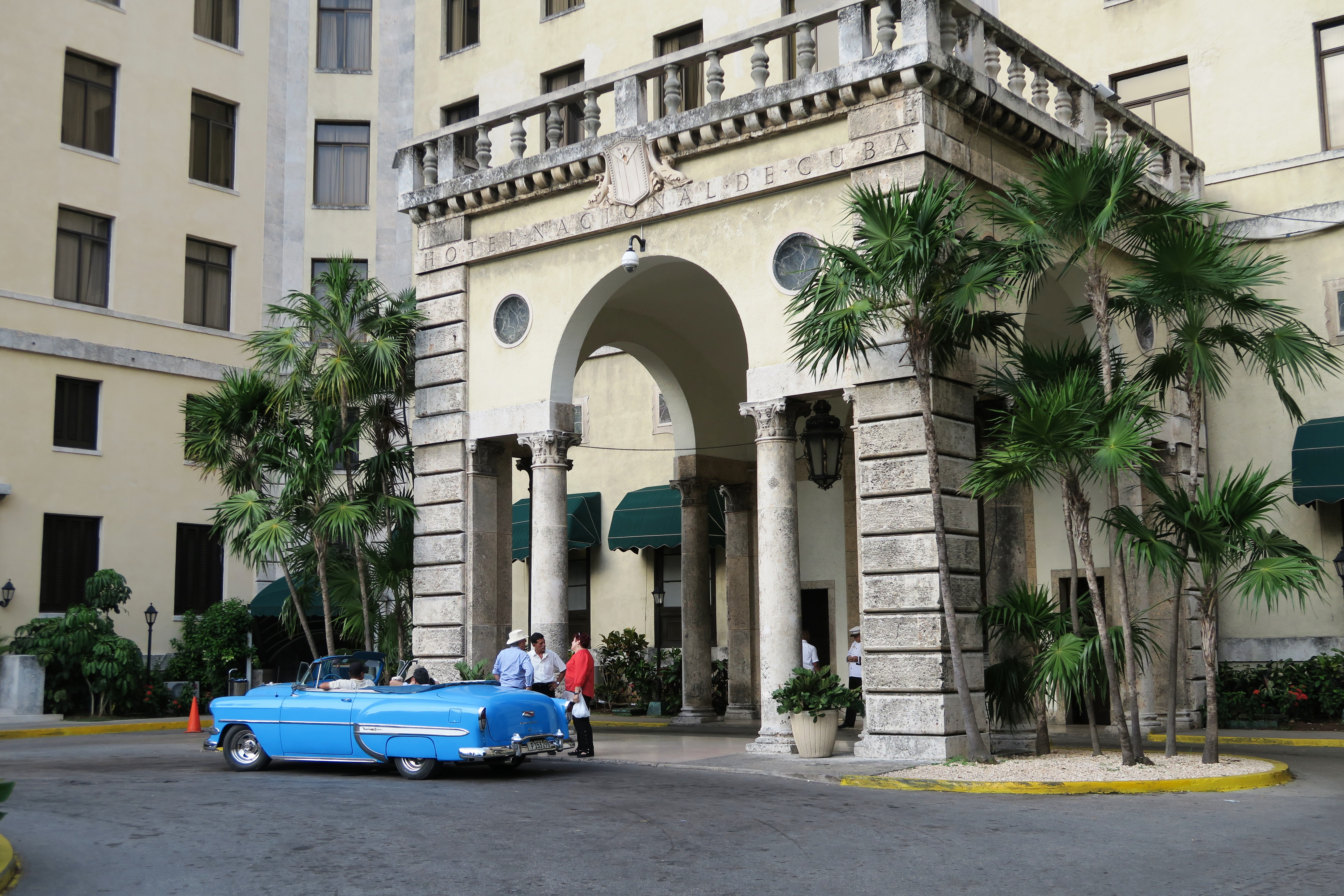
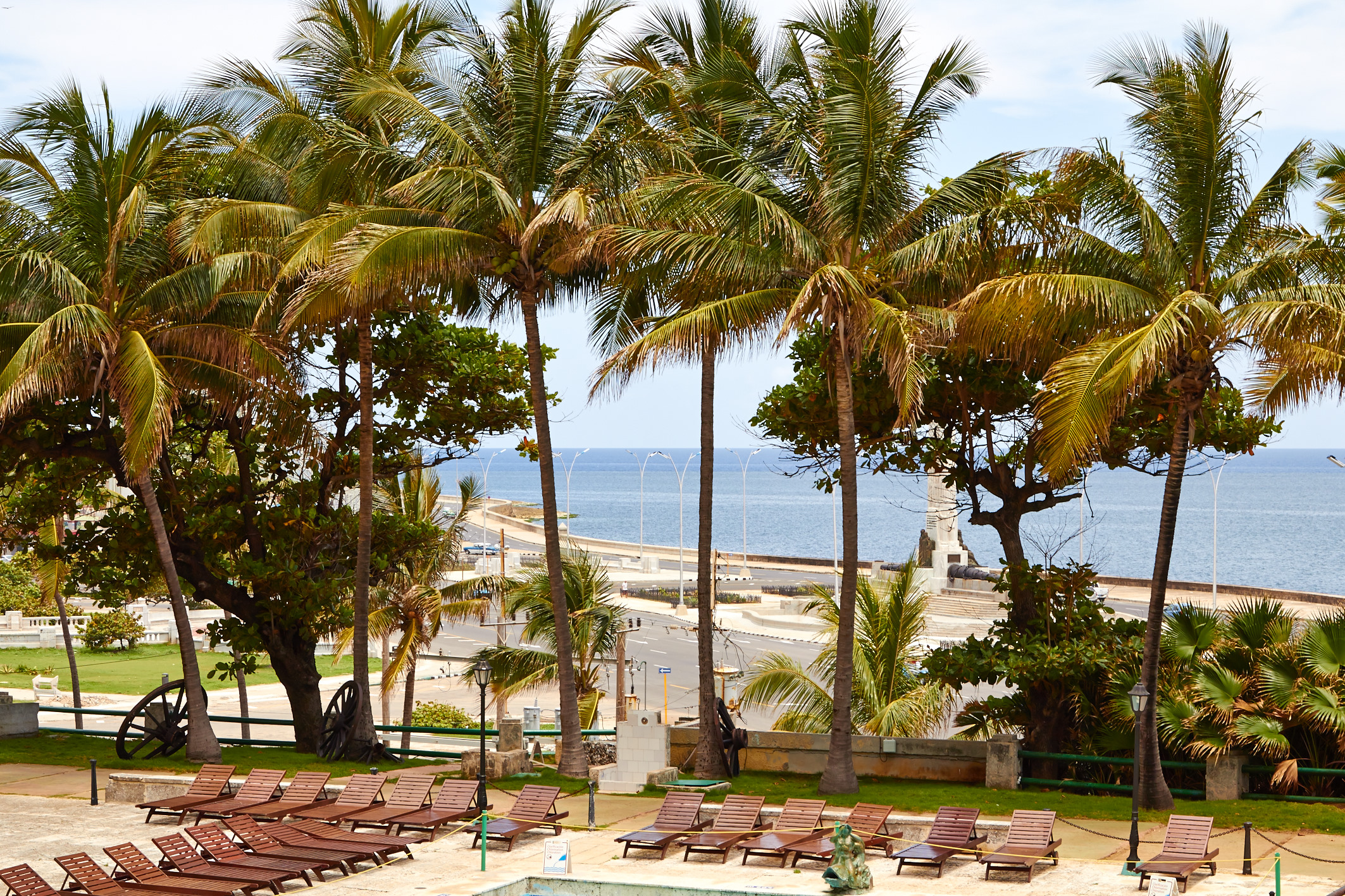
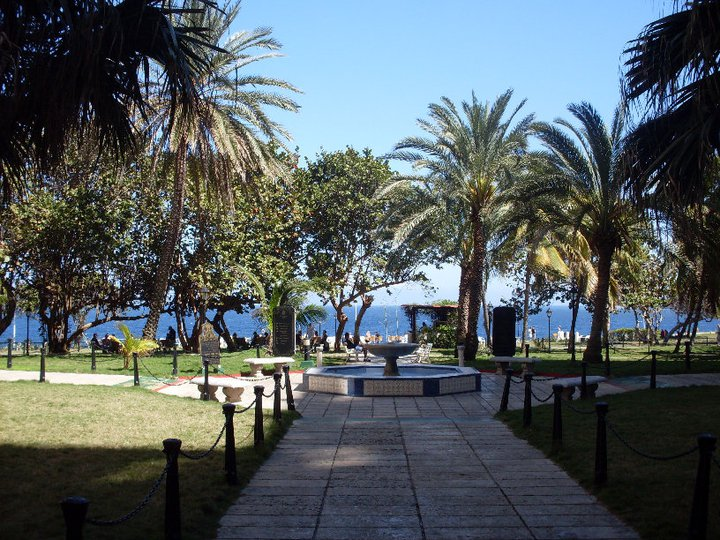
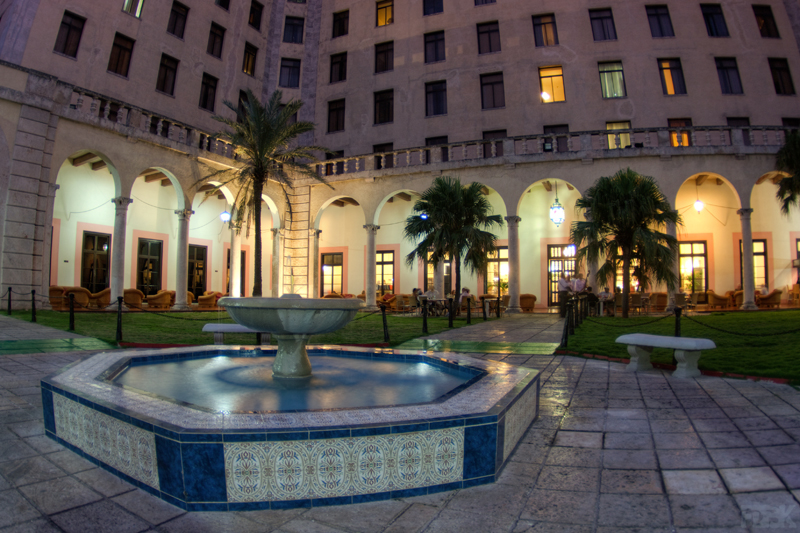
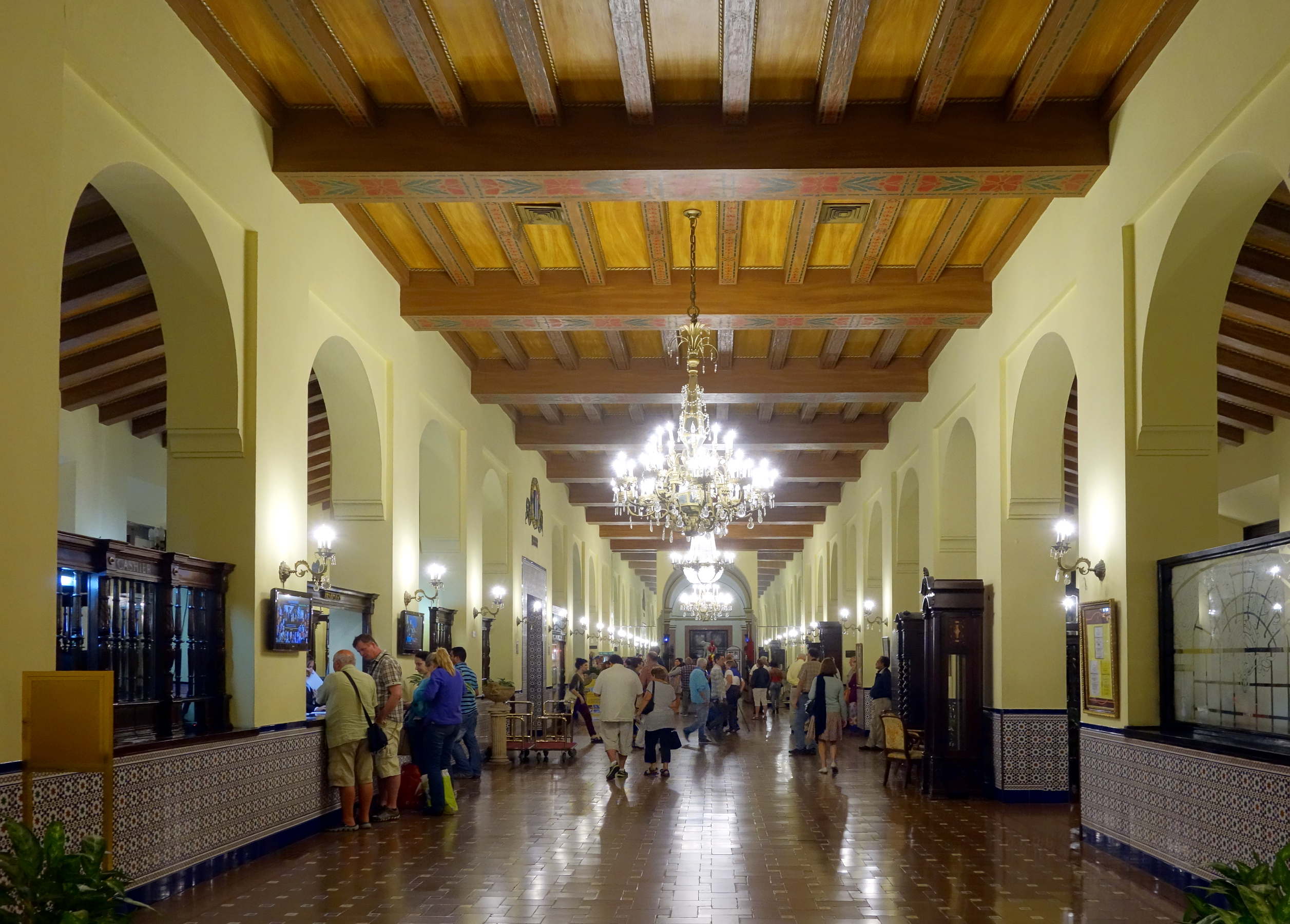
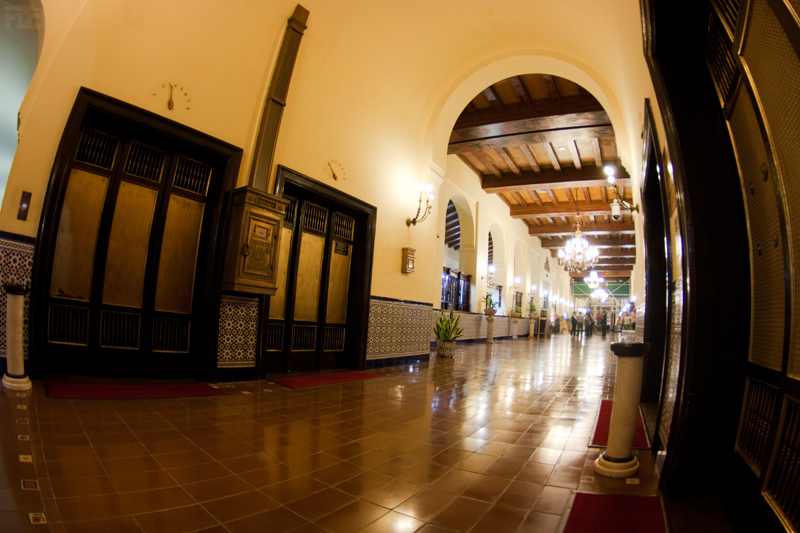
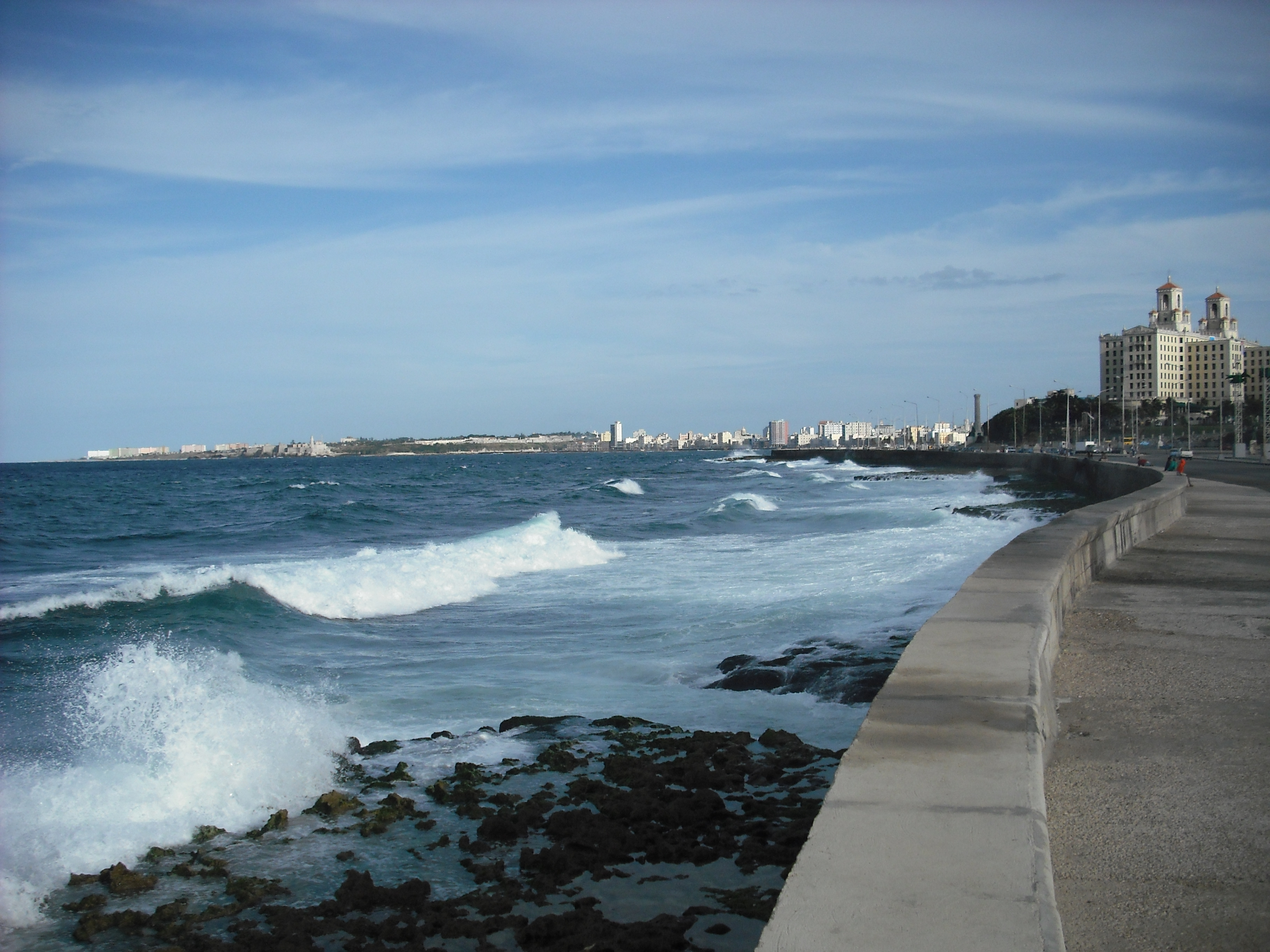
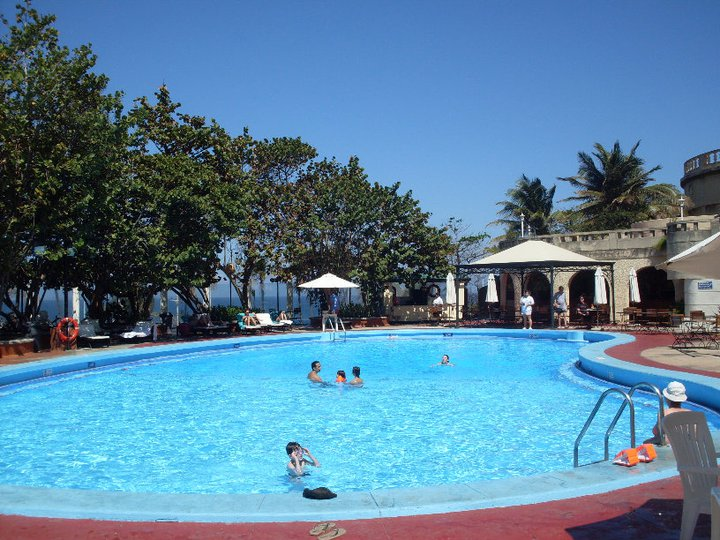
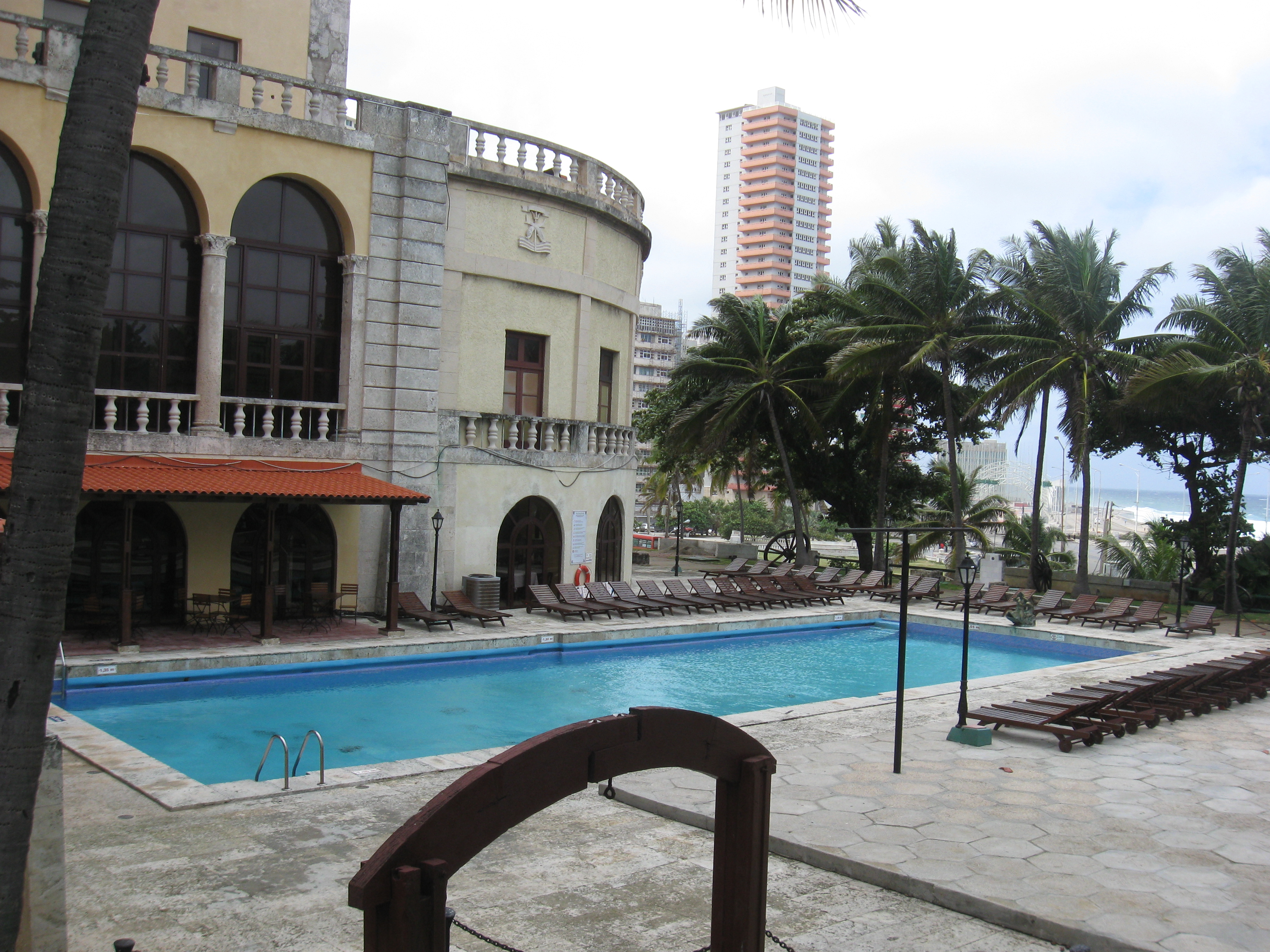
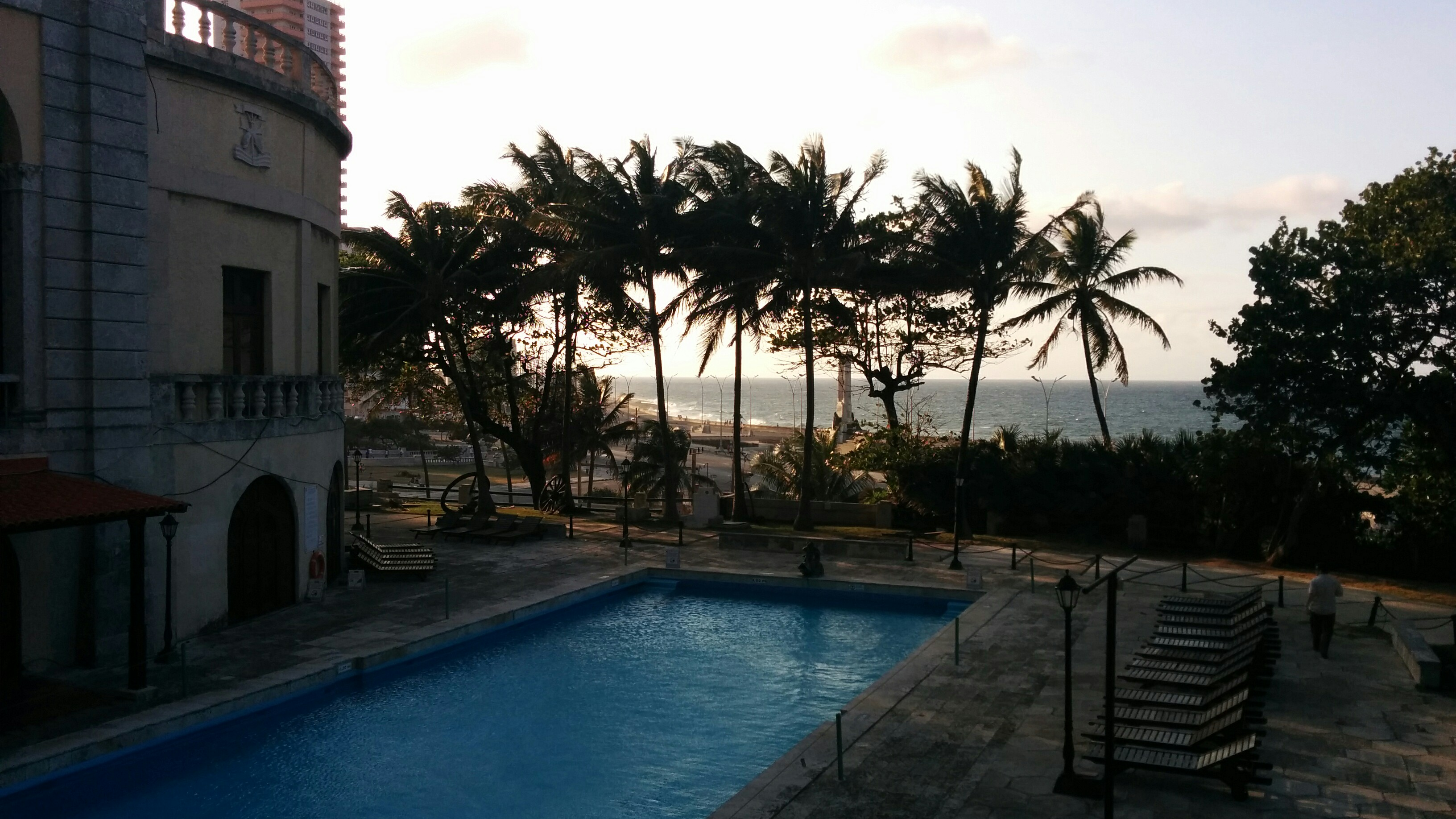
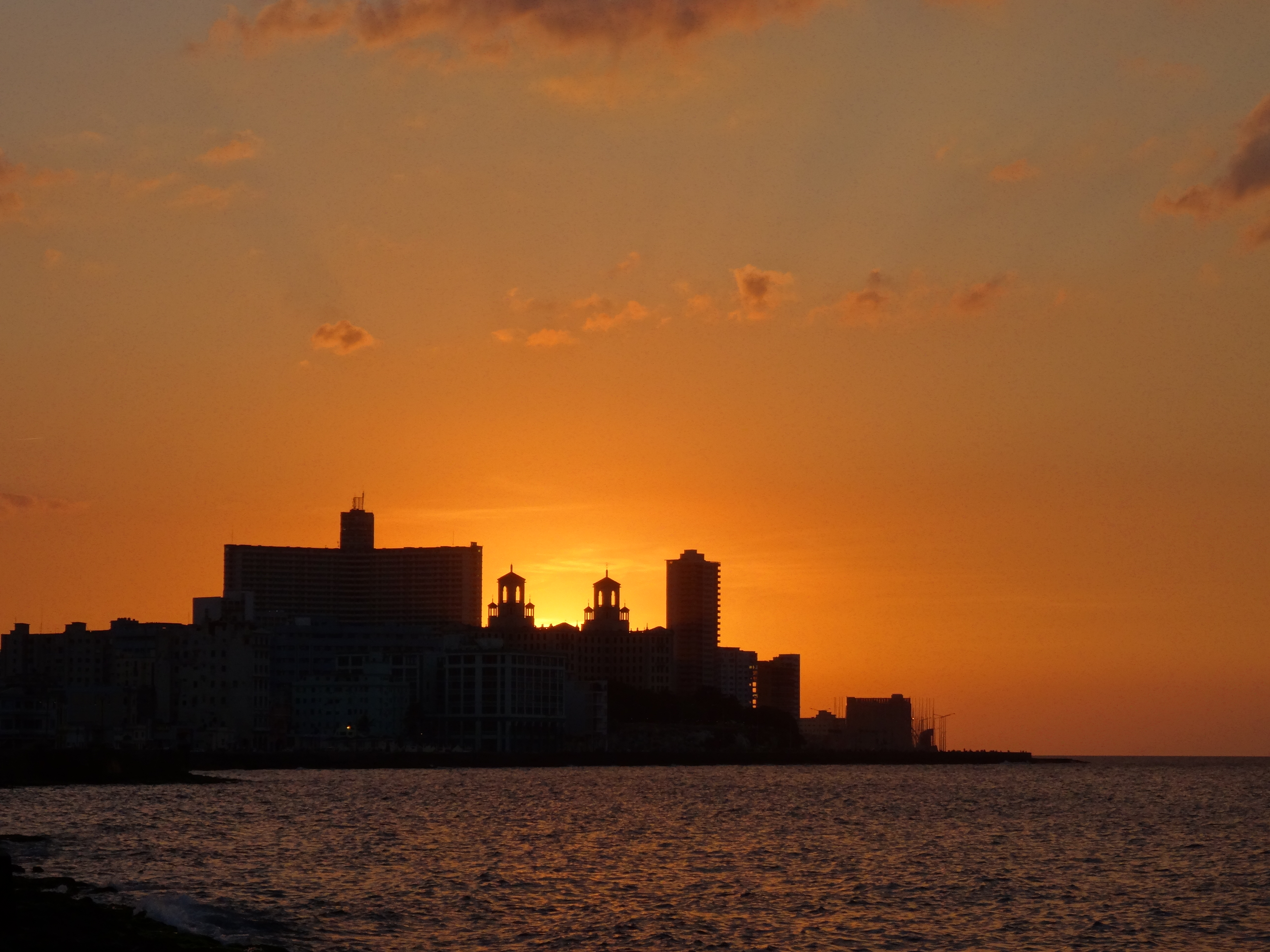

## Événements
- Festival international du nouveau cinéma latino-américain de La Havane (en décembre)